# Hope Lost
Hope Lost ist ein italienischer Menschenhandel-Thriller aus dem Jahr 2015.

## Handlung
Die rumänische Näherin Sofia wird in einer Disco von dem TV-Produzenten Gabriel eingeladen, für ihn in Rom als Model zu arbeiten. Sie wird nach der Ankunft in einem schäbigen Zimmer untergebracht und am nächsten Morgen von dem Menschenhändler Manol informiert, dass sie sich fortan prostituieren muss, um insgesamt 30.000 Euro Schulden abzuarbeiten – jene Summe, die Manol an Gabriel für Sofia bezahlt hat. Sofia landet auf dem Straßenstrich und muss sich unter strenger Aufsicht zwangsprostituieren. Um ihre anfänglichen Widerstände zu brechen, wird sie von Manol und seinen Männern vergewaltigt und psychisch terrorisiert.
Sofia findet in Alina, die bereits vor Jahren als Sexsklavin an Manol verkauft wurde, eine Freundin, die ihr hilft besser mit der Situation zurechtzukommen. Alina plant, genug Geld von ihrem Lohn abzuzweigen, und jemanden zu finden, der sie formal aus Manols Besitz freikauft, da sie weder glaubt, dass sie nach Abarbeitung ihrer Schulden tatsächlich frei kommt, noch sie Zeit hat, da sie schwanger ist. Wie recht Alina damit hat, erfährt Sofia, als Manol kurzerhand 30 Prozent Zinsen und Kosten für ihre Unterbringung verkündet, die sie zu ihrer Verkaufssumme ebenfalls abzuarbeiten hat. Sofia verliebt sich in die lesbische Freierin Eva.
Durch einen Trick erfährt Malon, dass Sofia und Alina versuchen wollen der Zwangsprostitution zu entkommen, ebenso erfährt er von Alinas Schwangerschaft. Nachdem er auf eine brutale Abtreibung mit dem Staubsauger verzichtet, um das Kind angeblich für 400.000 Euro zu verkaufen, „rettet“ der TV-Produzent Gabriel die zwei Frauen schließlich und bringt sie in eine Villa. Hier jedoch soll nun ein bluttriefender Snuff-Film mit Sofia und Alina gedreht werden.
Eva, die sich als eine auf Folter spezialisierte Söldnerin herausstellt und von einem Bandenmitglied mittels Elektroschocks den Aufenthaltsort der Frauen erpresste, erscheint am Set und tötet zuerst zwei Wächter vor der Villa, bevor sie selbst im Haus von Manol von hinten überwältigt wird, als sie die zwei Frauen aus den Händen der Folterknechte befreien will. Dabei löst sich ein Schuss, der den TV-Produzenten im Bauch trifft. Eva wird nun gefesselt und statt Alina für die Schlussszene des Films, in der eine der zwei Frauen eine Rasierklinge schlucken soll, präpariert. Nach der Schlussszene, in der Sophia scheinbar die Rasierklinge schluckte, wird Eva nicht wie versprochen frei gelassen, sondern weil sie eine Lesbe ist, von einem der Folterknechte vergewaltigt, ehe er sie töten will. Als sie dem Vergewaltiger mit der noch in ihrem Mund befindlichen Rasierklinge die Kehle aufschneidet, wird Eva vom zweiten Folterknecht ebenfalls in den Bauch geschossen. Daraufhin wird der Schütze von Sofia von hinten mit einem Schwert erstochen. Manol, von ihr mit dem Schwert bedroht, entwaffnet Sofia, nachdem sie seiner Aufforderung ihn zu erstechen nicht nachkommt. Am Ende nimmt er nur das Geld, das der TV-Produzent für den Film erhalten sollte, an sich und lässt die zwei Frauen mit den Toten und den Worten zurück, dass sie ihm egal seien.

## Kritik
„Amerikanische Stars in einem ambitionierten, um realistische Milieuzeichnung bemühten Halbwelt-Thriller.“